# Janina Kuzma
Pour les articles homonymes, voir Kuzma (homonymie).
Janina Kuzma, née le 17 septembre 1985 est une skieuse acrobatique néo-zélandaise. Elle a participé aux Jeux olympiques de Sotchi 2014 où il a terminé cinquième en half-pipe. Elle remporte quelques mois plus tard sa première épreuve en Coupe du monde à Copper Mountain.

## Palmarès

### Jeux olympiques
Aux Jeux olympiques d'hiver de 2014 à Sotchi elle termine 5e en half-pipe.

### Championnats du monde
- Meilleur résultat : dixième en half-pipe à Oslo en 2013

### Coupe du monde
- 1 podium dont 1 victoire.

#### Détails des victoires
| Édition / Épreuve | Half-pipe       |
| 2015              | Copper Mountain |